# Файзуллаева, Кумушхон Садуллаевна
Кумушхон Садуллаевна Файзуллаева (узб. Kumushxon Sadullayevna Fayzullaeva; 20 января 2002 года, Узбекистан) — узбекская тяжелоатлетка, член сборной Узбекистана. В 2018 году на Летних юношеских Олимпийских играх выиграла золотую медаль. Участница летних Олимпийских игр 2020 года в Токио.

## Карьера
В 2017 году Кумушхон на Чемпионате мира по тяжёлой атлетике среди юниоров в Бангкоке (Таиланд) выиграла бронзовую медаль в весовой категории до 58 кг. В этом же году на Играх исламской солидарности в Баку (Азербайджан) в весовой категории до 63 кг завоевала серебряную медаль.
В 2018 году на Чемпионате мира по тяжёлой атлетике среди юниоров в Ташкенте (Узбекистан) выиграла золотую медаль в весовой категории до 63 кг. В этом же году участвовала на Чемпионате мира по тяжёлой атлетике в Ашхабаде (Туркменистан) в весовой категории до 64 кг, однако смогла показать лишь 21 результат. На Летних юношеских Олимпийских играх в Буэнос-Айресе (Аргентина) в весовой категории до 63 кг завоевала золотую медаль с результатом в рывке 94 кг и в толчке 124 (общий результат 218 кг).
В 2019 году на Чемпионате мира по тяжёлой атлетике в Паттайе (Таиланд) в весовой категории до 64 кг была лишь десятой с итоговым результатом 221 кг. В этом же году на Чемпионате мира по тяжёлой атлетике среди юниоров в Лас-Вегасе (США) в весовой категории до 64 кг завоевала золотую медаль с общим результатом 215 кг, что стало новым мировым рекордом. На 6-м Международном кубке в Дохе (Катар) в соревнованиях по рывку в весовой категории до 64 кг завоевала бронзовую медаль.
В 2020 году на Чемпионате Азии среди юниоров завоевала золотую медаль в весовой категории до 64 кг с результатом 205 кг.
В 2021 году на Чемпионате Азии по тяжёлой атлетике в Ташкенте (Узбекистан) заняла четвёртое место в весовой категории до 76 кг с результатом 221 кг, уступив всего 4 кг филиппинке Кристель Макрохон. В этом же году на Чемпионате мира по тяжёлой атлетике среди юниоров в Ташкенте (Узбекистан) в весовой категории до 71 кг завоевала серебро с результатом 225 кг. Таким образом она смогла получить лицензию на XXXII Летние Олимпийские игры в Токио (Япония) и выступила в весовой категории до 76 кг, где заняла итоговое шестое место.